# Michael Häupl

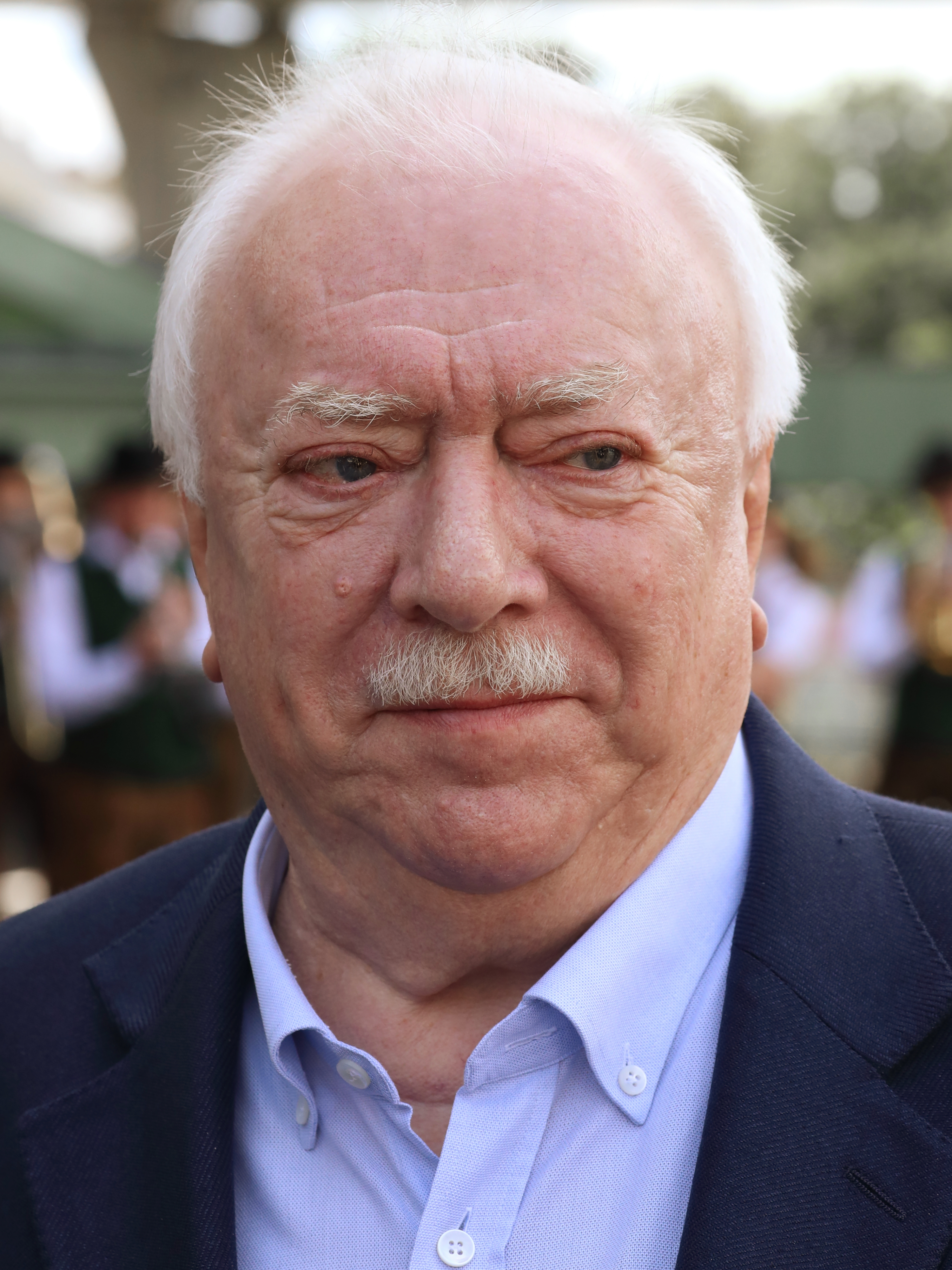
Michael Häupl (2023)

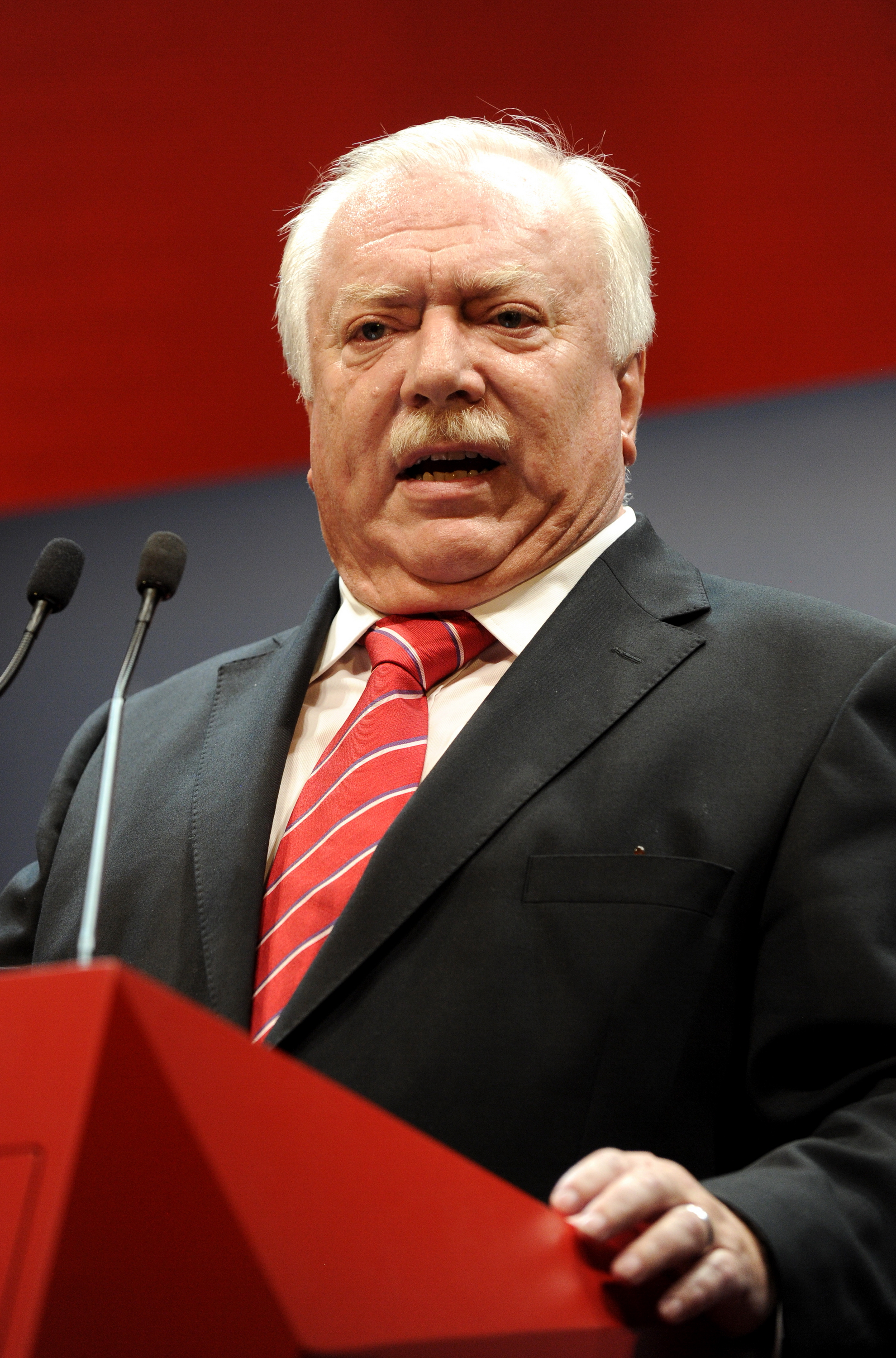
Michael Häupl (2013)

Michael Häupl (* 14. September 1949 in Altlengbach, Niederösterreich) ist ein österreichischer Politiker (SPÖ) und war von 7. November 1994 bis 24. Mai 2018 Bürgermeister und Landeshauptmann von Wien sowie von 1995 bis 2018 Präsident des Österreichischen Städtebundes. Von 1993 bis 2018 war er Landesparteiobmann der SPÖ Wien. Er war stellvertretender Bundesvorsitzender der SPÖ.
Mit einer Amtszeit von 23 Jahren, 6 Monaten und 16 Tagen war Häupl der längstdienende demokratisch gewählte Bürgermeister in der Geschichte Wiens, insgesamt übertroffen nur von Josef Georg Hörl (Bürgermeister 1773–1804).

## Leben

### Kindheit und Jugend
Als Mittelschüler am Bundesrealgymnasium Krems war Michael Häupl Mitglied und Sprecher der schlagenden Jungmannschaft Kremser Mittelschüler Rugia, einer deutschnationalen Schülerverbindung des Österreichischen Pennälerringes. Nach eigenen Angaben trat er jedoch als 19-Jähriger nach einem „Damaskuserlebnis“ aus der Verbindung aus.

### Studium und politische Anfänge
Nach Abschluss der Matura und der Absolvierung des Grundwehrdienstes als Funker in Mautern an der Donau studierte er Biologie und Zoologie an der Universität Wien. Seine Dissertation behandelt die Schädelkinetik bei Gekkoniden. Von 1975 bis 1983 war Häupl wissenschaftlicher Mitarbeiter in der herpetologischen Sammlung des Naturhistorischen Museums Wien.
Während des Studiums engagierte er sich beim Verband Sozialistischer Studenten Österreichs (VSStÖ), dessen Bundesvorsitzender er von 1975 bis 1978 war. Seit 1978 ist er Mitglied des SPÖ-Bezirksparteiausschusses von Wien-Ottakring.

### Aufstieg zum Bürgermeister und Verlust der absoluten Mehrheit
Von 1983 bis 1988 war er Mitglied des Wiener Gemeinderats und Landtags, anschließend bis 1994 Stadtrat und Landesrat für Umwelt und Sport. 1993 folgte er Hans Mayr als Landesparteivorsitzender der SPÖ und am 7. November 1994 Helmut Zilk als Bürgermeister und Landeshauptmann nach.
Bei der Landtags- und Gemeinderatswahl in Wien 1996 verlor die SPÖ unter Häupl erstmals in der zweiten Republik die absolute Mandatsmehrheit. Daraufhin koalierte die Partei mit der ÖVP, die mit Bernhard Görg den Vizebürgermeister stellte. Zuvor waren sowohl eine Ampelkoalition als auch eine rot-schwarze Regierung unter Beteiligung des Liberalen Forums diskutiert, aber nicht ernsthaft in Betracht gezogen worden.

### Wiedererstarken 2001 und 2005
In der Wahl 2001 errang Häupl mit der SPÖ wieder die absolute Mandatsmehrheit im Gemeinderat. Häupl war stellvertretender Bundesparteivorsitzender der SPÖ und war Mitglied des Österreich-Konvents von 2003 bis 2005.
Im Jahr 2005 konnte die SPÖ bei der Landtags- und Gemeinderatswahl noch einmal auf knapp 49 Prozent zulegen.
Bei der Landtags- und Gemeinderatswahl 2010 verlor die SPÖ abermals die absolute Mehrheit und kam auf 44,34 % und 49 Mandate (von insgesamt 100). Die neue Stadtregierung wurde von der SPÖ in einer Koalition mit den Wiener Grünen gebildet.
2013 wurde seine Äußerung „Es gibt kein Budgetloch. Es gibt nur Einnahmen und Ausgaben, die auseinanderklaffen“ von der Forschungsstelle für Österreichisches Deutsch als Unspruch des Jahres ausgezeichnet. Er bagatellisiere damit „den plötzlich aufgetretenen, enormen Fehlbetrag im Staatshaushalt und deklarierte diesen als harmlose Differenz zwischen Einnahmen und Ausgaben.“

### Wahl 2015
Bei der Landtags- und Gemeinderatswahl in Wien waren nur mehr 39,6 Prozent für die Wiener SPÖ. Die Stadtregierung wurde von SPÖ und den drittplatzierten Wiener Grünen gebildet. Am 5. April 2017 kündigte Häupl an, sich nach der nächsten Nationalratswahl als Bürgermeister und Wiener SPÖ-Landesparteivorsitzender zurückzuziehen. 
Im Oktober 2017 wurde bekannt, dass Michael Häupl am 27. Jänner 2018 im Rahmen des Landesparteitages der SPÖ Wien 2018 seine Funktion als Wiener SPÖ-Landesparteiobmann übergeben wollte, die Übergabe des Bürgermeisteramtes wurde für 24. Mai 2018 festgelegt. Seine Äußerung „Mei Wien is net deppat!“ wurde im selben Jahr von der Forschungsstelle für Österreichisches Deutsch als Spruch des Jahres ausgezeichnet. Häupl habe nach der Nationalratswahl, bei der seine SPÖ gegen den Bundestrend hinzugewann, „damit wohl vielen WienerInnen aus der Seele gesprochen.“

### Nach dem Rücktritt als Landesparteiobmann
Wie angekündigt hat Häupl am 27. Jänner 2018 am Landesparteitag sein Amt als Landesparteiobmann zurückgelegt. Häupls Nachfolger wurde Michael Ludwig.
Häupl ist Vorsitzender des Kuratoriums des FK Austria Wien. Als Bürgermeister von Wien war er einer der Vizepräsidenten der Liga Historischer Städte (League of Historical Cities), einer Unterorganisation des International Council on Monuments and Sites, sowie Präsident des Rates der Gemeinden und Regionen Europas.
Nach dem Tod von Rudolf Hundstorfer im August 2019 übernahm Karl Lacina interimistisch dessen Agenden als Präsident der Volkshilfe Wien. Im August 2020 wurde Michael Häupl zum Nachfolger designiert.
Im Dezember 2021 wurde Häupl zum Vorsitzenden des Stiftungsrats des Dokumentationsarchivs des österreichischen Widerstandes (DÖW) gewählt, in dieser Funktion folgte er dem im August 2021 verstorbenen früheren Finanzminister Rudolf Edlinger nach.

### Privates
Aus Häupls erster Ehe ging eine Tochter hervor. In zweiter Ehe war er mit Helga Häupl-Seitz verheiratet, woraus ein Sohn hervorging. Am 20. Mai 2011 heiratete er Barbara Hörnlein, 2015 ärztliche Direktorin des Otto-Wagner-Spitals, bis etwa Juni 2016 ärztliche Direktorin des Wilhelminenspitals, danach Direktorin der Wiener Gebietskrankenkasse.
In seinen jungen Jahren war Renate Brauner, bis 2018 amtsführende Stadträtin und frühere Vizebürgermeisterin, seine Lebensgefährtin. Die enge Freundschaft blieb bis heute bestehen, nur „auf wenige Menschen kann sich“, so Die Presse im Oktober 2010, „Häupl so blind verlassen wie auf seine Stellvertreterin“.
Im Dezember 2024 machte Häupl in einem Interview in der Fernsehsendung Wien heute seine Parkinson-Krankheit öffentlich.

## Auszeichnungen
- Ehrensenator der Universität Wien (1998)
- Großes Silbernes Ehrenzeichen am Bande für Verdienste um die Republik Österreich[21] (1998)
- Goldenes Komturkreuz mit dem Stern des Ehrenzeichens für Verdienste um das Bundesland Niederösterreich (2000)
- Komturkreuz mit dem Stern des Landes Burgenland (2003)
- Großkreuz des Verdienstordens der Italienischen Republik (2007)
- Kaiser-Maximilian-Preis (2007)
- Großes Goldenes Ehrenzeichen am Bande für Verdienste um die Republik Österreich[21]
- Großes Verdienstkreuz am Bande des Österreichischen Bundesfeuerwehrverbandes (2009)
- Komturkreuz des Verdienstordens der Republik Polen (2011)[22]
- Großes Ehrenzeichen des Landes Oberösterreich (2012)
- Großer Verdienstorden des Landes Südtirol (2013)
- Verdienstkreuz erster Klasse des ÖRK für die Unterstützung im Flüchtlingswesen (2016)[23]
- Großes Goldenes Ehrenzeichen des Landes Steiermark mit dem Stern (2017)[24]
- Orden des Weißen Löwen (2017)[25]
- Ehrenbürger von Wien (2019)[26]

## Publikationen
- Michael Häupl, Marxismus und Ökologie. ÜBERHOLTES DOGMA? in: Renate Marschalek, Peter Pelinka (Hrsg.): Rot-Grüner Anstoß. Aufsatzsammlung, Mit einem Vorwort von Kurt Steyrer, Verlag Jugend und Volk, Wien 1983, ISBN 3-224-16510-3.
- Michael Häupl, Wirtschaft für die Menschen. Alternativen zum Neoliberalismus im Zeitalter der Globalisierung. Löcker Verlag, 2003, ISBN 978-3854093947.
- Helmut Schneider (Hrsg.): „Dosen abfüllen können andere billiger.“ Michael Häupl im Interview über Politik, Wissenschaft, Wien und Kultur. Echomedia, Wien 2013, ISBN 978-3-902900-26-5.
- Michael Häupl, Patrick Horvath, Bernhard Müller, Thomas Weninger (Hrsg.): Zukunft Stadt. Wirtschaftspolitische Visionen für die urbanen Zentren von morgen. New Academic Press, Wien 2016, ISBN 978-3-7003-1932-0.
- Michael Häupl, Peter Ahorner, Michael Pammesberger: Man bringe den Spritzwein! Die legendärsten Sprüche von Michael Häupl, Ueberreuter, Wien 2018, ISBN 978-3-8000-7716-8.
- Michael Häupl, Herbert Lackner: Freundschaft: Autobiografie, Christian Brandstätter Verlag, Wien 2022, ISBN 978-3-7106-0589-5.